# 브라질 통합주의행동
브라질 통합주의행동(포르투갈어: Ação Integralista Brasileira 아상 인테그랄리스타 브라질레이라[*])은 브라질의 극우 정당이었다. 이들은 공산주의와 코민테른 그리고 브라질 공산당에 극렬히 반대했고 모든 종류의 좌익 정치에 반대하는 극우 조직이었다. 이들은 우익적인 군인 사이에서 지지기반을 가지고 있었으며, 이를 이용해 1938년 반공주의와 우익 정치를 내걸고 쿠데타를 시도했으나 진압되어 해산되었다. 그러나 이들은 1964년 미국의 사주로 브라질의 극우 군사정권이 들어서면서 다시 활동하였다. 극우 군사정권의 수장이자 브라질의 독재자인 움베르투 지 알렝카르 카스텔루 브랑쿠는 반공주의를 명목으로 이들을 정부에 채용하여 반대파를 진압하는데 사용했다. 